# Tiażołyj sputnik
Tiażołyj sputnik (ros. Тяжёлый спутник, pol. Ciężki satelita) – niedoszła sonda Wenera 1, pierwsza radziecka próba wysłania sondy w kierunku Wenus i jednocześnie pierwszy statek z serii Wenera.
Misja sondy nie powiodła się. Nie opuściła ona orbity okołoziemskiej. Główny silnik członu ucieczkowego zaprzestał pracy w 0,8 sekundy po włączeniu się. Powodem było wystąpienie kawitacji w pompie tlenu i jej uszkodzenie. Z powodu dużych gabarytów statku wraz z ostatnim członem rakiety, w krajach zachodnich początkowo przypuszczano, że mogła to być nieudana misja załogowa. 
Sonda została zaprojektowana i zbudowana w biurze konstrukcyjnym OKB-1.